# Giovane Fasciste
Giovane Fasciste var Nationella fascistpartiets (PNF) partiorganisation för män och kvinnor i åldern 18 till 21. 
Medborgare var först medlemmar i ungdomsorganisationerna Balilla för pojkar eller Piccole Italiane för flickor (8–14 års ålder) och Avanguardista för pojkar och Giovani Italiane för flickor (14–18 års ålder), gick sedan vidare till Giovane Fasciste för båda könen (18–21 års ålder); och kunde efter 21 års ålder bli medlemmar i partiet för män och kvinnoförbundet Fasci Femminili (FF) för kvinnor.